# 1690 en musique classique
| \| • Retour à la chronologie générale de la musique classique • \| |
| Grèce • Rome • Haut Moyen Âge • VIIIe siècle • IXe siècle • Xe siècle • XIe siècle XIIe siècle • XIIIe siècle • XIVe siècle • XVe siècle • XVIe siècle • XVIIe siècle XVIIIe siècle • XIXe siècle • XXe siècle • XXIe siècle |
| • Retour à la chronologie générale de la musique classique • |

| Années en musique classique : 1687 - 1688 - 1689 - 1690 - 1691 - 1692 - 1693    |
| Décennies en musique classique : 1660 - 1670 - 1680 - 1690 - 1700 - 1710 - 1720 |

## Événements
- 14 janvier : Johann Christoph Denner invente la clarinette à Nuremberg.
- Giacomo Antonio Perti est élu maître de chapelle de San Pietro, à Bologne, fonction qu'il reprend de son oncle Lorenzo Perti (de).
- Fondation du Meininger Hofkapelle à Meiningen par le duc Bernard Ier de Saxe-Meiningen.

## Œuvres
- 21 février : création d'Orphée, tragédie lyrique de Louis Lully, à Paris.
- 16 décembre : création d'Énée et Lavinie, opéra de Pascal Collasse, à Paris.

Date indéterminée :
- The Prophetess or The History of Dioclesian, de Purcell.
- Messes pour orgue, premières œuvres de François Couperin.
  - Messe pour les paroisses
  - Messe pour les couvents
- La Statira, opéra d’Alessandro Scarlatti.

## Ouvrages
- Premier Livre d'orgue de Gilles Jullien.
- Apparatus musico-organisticus de Georg Muffat.

## Naissances

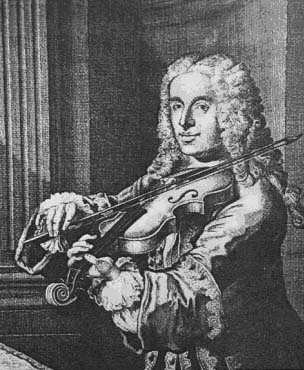
Francesco Maria Veracini

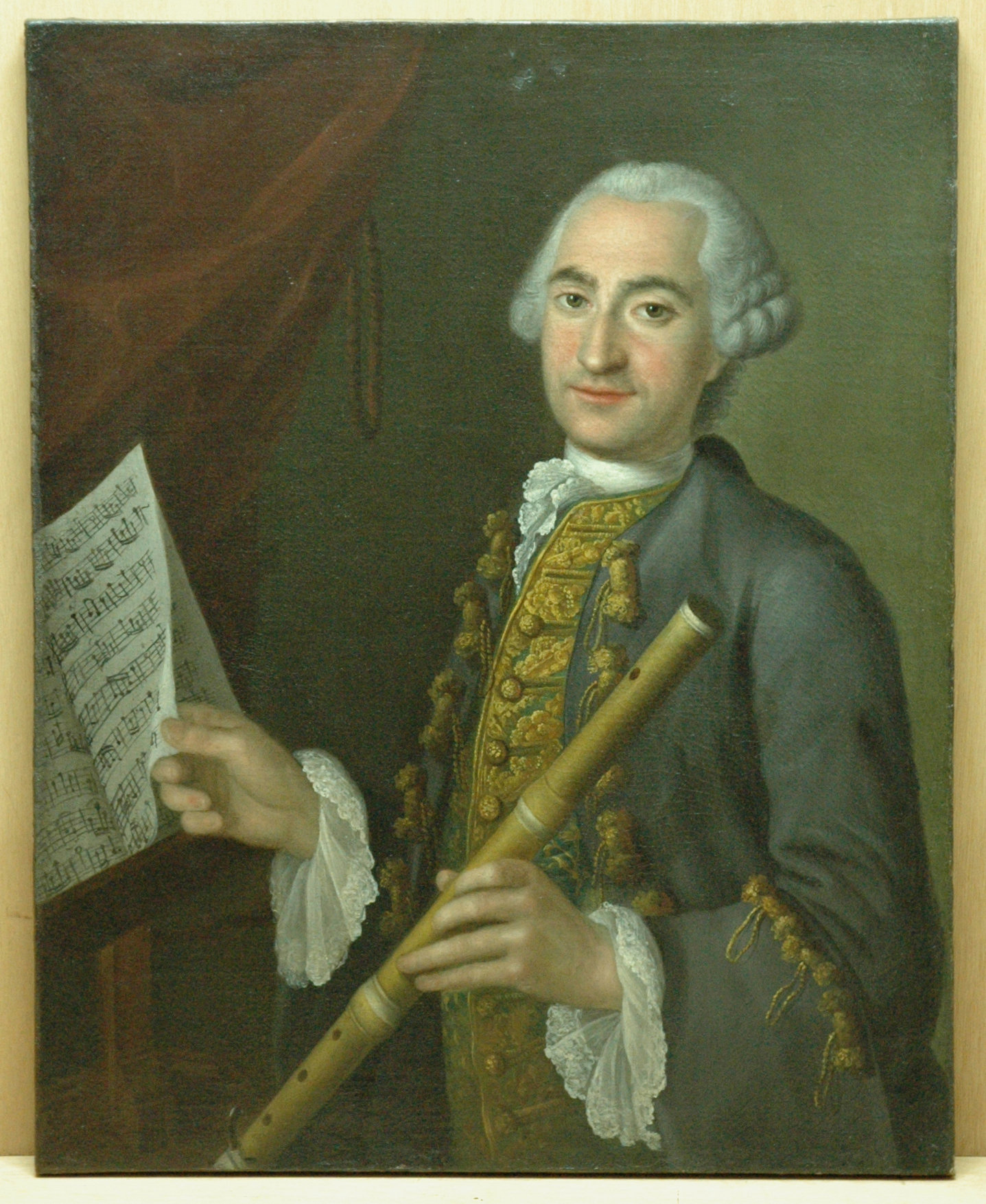
Pierre-Gabriel Buffardin

- 13 janvier : Gottfried Heinrich Stölzel, maître de chapelle, compositeur et théoricien de la musique allemand († 27 novembre 1749).
- 1er février : Francesco Maria Veracini, violoniste et compositeur italien († 31 octobre 1768).
- 25 avril : Gottlieb Muffat, compositeur autrichien († 9 décembre 1770), fils de Georg Muffat.
- 11 juin : Giovanni Antonio Giay, compositeur italien († 10 septembre 1764).
- 7 juillet : Johann Tobias Krebs, compositeur et organiste allemand († 11 février 1762).
- 22 novembre : François Colin de Blamont, compositeur français († 14 février 1760).

Date indéterminée :
- Francesco Barsanti, flûtiste, hautboïste, altiste et compositeur italien († 1772).
- Paolo Benedetto Bellinzani, compositeur italien († 25 février 1757).* Pierre-Gabriel Buffardin, compositeur et flûtiste français († 13 janvier 1768).
- Fortunato Chelleri, maître de chapelle et compositeur italo-allemand († 11 décembre 1757).
- Louis-Joseph Marchand, maître de chapelle et compositeur français († 29 novembre 1774).

- Jacques-Christophe Naudot, compositeur et flûtiste français († 26 novembre 1762).
- Claude Rameau, musicien, frère de Jean-Philippe Rameau († 1761).

- Thomas Roseingrave, compositeur et organiste anglais († 23 juin 1766).
- Carlo Tessarini, violoniste et compositeur italien  († 15 décembre 1766).
- Leonardo Vinci, compositeur napolitain († 27 mai 1730).

Vers 1690 :
- Dom George Franck, organiste et compositeur alsacien († 1760).

## Décès
- 16 février : Philipp Jakob Rittler, compositeur et violoniste autrichien (° vers 1637).
- 27 mai : Giovanni Legrenzi, compositeur italien (° 12 août 1626).
- 10 juillet : Domenico Gabrielli, compositeur et violoncelliste italien.
- 27 septembre : Bertrand de Bacilly, compositeur et théoricien de la musique français (° vers 1625).
- 19 décembre : Gustav Düben, organiste et compositeur suédois (° 1628).

Date indéterminée :
- Jacques Gallot, luthiste et compositeur français (° vers 1625).